# Le Tango de Satan
Pour plus de détails, voir Fiche technique et Distribution.
Le Tango de Satan, ou Sátántangó, est un film hongrois réalisé par Béla Tarr, sorti en 1994.
Le film se déroule dans un village hongrois. Huit personnes ont prévu de se partager une forte somme d'argent, mais deux d'entre eux, Schmidt et Kráner, ont l'intention de prendre la fuite avec le magot, rejoints par Futaki, amant de la femme de Schmidt. On annonce alors le retour de deux anciens du village, Irimiás et Petrina. Les villageois se retrouvent dans la soirée au café pour les attendre.

## Synopsis
Une ferme collective, dans une plaine de Hongrie. Futaki, un homme boîteux entre deux âges, est réveillé par le son des cloches après avoir couché avec la femme de Schmidt. Il se cache dans la pièce voisine à l'arrivée du mari et entend celui-ci dire à sa femme de préparer leurs affaires : lui et Kráner se sont entendus pour se partager la paie d'une année, qui aurait dû être partagée avec Futaki, Halics et le maître d'école. Futaki s'échappe puis revient voir Schmidt et le force à partager l'argent avec lui. Ils apprennent alors qu'Irimiás et Petrina, deux villageois que le fils Horgos a dit morts il y a un an et demi, sont bien vivants et de retour au village. Selon Futaki, Irimiás semble être une sorte de magicien. Madame Schmidt décide d'aller au café pour les y attendre.
Dans un bâtiment administratif, Irimiás et Petrina, récemment libérés de prison, sont convoqués par un officier qui leur reproche de ne pas vouloir travailler et d'être des hors-la-loi. Il les contraint à travailler désormais pour lui, sans que la nature de leur collaboration soit précisée. Les deux hommes vont dans un bar de la ville, où l'un des villageois, Kelemen, les entend apostropher les clients ; ils menacent, en termes obscurs, de faire exploser les gens avec de la dynamite. Ils prennent à pied la route qui mène au village, en s'en prenant aux villageois obtus et soumis. Ils sont accueillis par Sanyi, le fils Horgos, qui leur donne des nouvelles des villageois.
Depuis sa pièce qui donne sur la cour de la ferme, le Docteur, un ivrogne solitaire, écrit les faits et gestes de ses voisins. Il observe ainsi Futaki sortir de la maison de Schmidt et y revenir. Se levant péniblement, il fait un malaise et doit se trainer jusqu'à son lit pour se faire une piqûre. Rétabli, il enfile un manteau pour aller remplir à nouveau sa bouteille d'eau-de-vie. Au passage, il monte se réchauffer un moment dans un grenier où deux prostituées attendent en vain des clients. Puis il arrive au bistro, où une petite fille tente d'attirer son attention. Il la rabroue et elle s'enfuit dans le bois ; se ravisant, il essaie de la rattraper, mais finit par s'effondrer. Au petit matin, un villageois le retrouve et l'emmène à l'hôpital dans sa carriole.
Dans le café du village, arrive Halics qui s'assied à une table et monologue. Kelemen vient raconter qu'il a vu Irimiás et Petrina et qu'il leur a parlé, ainsi qu'à d'autres personnes. Le patron du café semble craindre que les deux hommes reviennent pour prendre ce qui lui appartient. Mme Schmidt arrive. La soirée continue et tous attendent l'arrivée d'Irimiás et Petrina.
C'est le jour. Sanyi emmène sa jeune sœur, Estike, pour enterrer leur argent commun dans un trou au milieu du bois, en lui faisant croire que l'argent poussera et se multipliera. La jeune fille rentre ensuite à la ferme et voit Halics entrer dans la maison ; sa mère lui lance un mot acerbe, voyant qu'elle essaie de les espionner. L'enfant grimpe dans un grenier et y trouve un chat, qu'elle maltraite et à qui elle sert une écuelle de lait dans laquelle elle a versé une poudre. Le chat devient progressivement inerte. Gardant la poudre dans un sac, le chat dans les bras, elle revient dans le bois et constate que l'argent a disparu. Son frère lui dit qu'il l'a récupéré parce qu'il en avait besoin et lui reproche de se promener avec de la mort aux rats. Elle traverse à nouveau le bois, arrive dans la soirée au café et regarde par la fenêtre les villageois ivres qui dansent de manière frénétique. Elle tente d'attirer l'attention du Docteur pour qu'il soigne son chat ; repoussée, elle s'enfuit dans le bois. Le matin, elle parvient à un bâtiment en ruine, absorbe de la mort aux rats et s'allonge tandis qu'un brouillard semble émaner du sol.
Dans la soirée au café, Kelemen râbache l'histoire de sa rencontre avec Irimiás et Petrina. Tous les villageois sont là. La mère d'Estike passe, à la recherche de sa fille. Le cafetier parle avec Futaki et explique qu'il a tout fait dans le village, craignant à nouveau qu'Irimiás vienne lui prendre son bien. Les villageois, désormais ivres, se mettent à danser au son de l'accordéon, sous le regard de la petite Estike. Le maître d'école vient danser un tango avec madame Schmidt. Tous finissent par s'endormir.
Le jour suivant, le corps de la petite Estike repose sur une table. Irimiás, qui est présent, fait un discours : parlant d'abord du deuil, il pousse les villageois à reconnaître leur culpabilité et leur apporte une solution à leurs difficultés : les couples Schmidt, Kráner et Halics, Futaki et le maître d'école vont partir le jour même et se rendre à un manoir où ils reprendront leur vie à zéro. Pour l'acquisition du manoir, ils remettent sur le champ l'ensemble de leurs économies à Irimiás, lui faisant confiance sans poser plus de questions. Irimiás couche avec madame Schmidt et s'en va. Le cafetier comprend qu'il a perdu le contrôle du village.
Les  villageois font leurs bagages et marchent longuement sur la route, à pied sous la pluie, jusqu'au manoir où ils se couchent dans une pièce, à même le sol, en proie aux cauchemars.
Pendant ce temps, Irimiás, Petrina et Sanyi vont à la ville ; en traversant un bois, Irimiás tombe à genou devant le brouillard recouvrant le sol devant le bâtiment en ruine. Ils mangent dans un bar où ils rencontrent un vendeur d'armes à qui ils veulent acheter des explosifs.
Le lendemain matin, les villageois au manoir croient qu'Irimiás les a dupés et commencent à se quereller, lorsque celui-ci survient. Il leur annonce que les plans au manoir doivent être repoussés à plus tard et qu'ils doivent se séparer à travers le pays, observant ce qui se passe, en ne restant en contact qu'avec lui-même. Kráner lui demande son argent ; Irimiás le lui rend immédiatement mais, jouant avec le sentiment de culpabilité des villageois, l'amène à le lui redonner son argent.
Il les emmène en ville, à l'arrière d'une carriole en pleine averse, et donne à chacun sa destination et le travail qu'il doit effectuer. Seul Futaki décide de suivre son propre chemin.
Dans un bureau de l'administration militaire, deux soldats transcrivent sur une machine à écrire un rapport sur les villageois rédigé en termes méprisants par Irimiás.
Après deux semaines à l'hôpital, le Docteur revient chez lui. Observant toujours ses voisins, il se rend compte que tout le monde est parti. Entendant le son des cloches, il enfile son manteau et marche à travers la campagne. Il parvient à une église en ruine où un fou bat contre une cloche en répétant que les Turcs arrivent. Le Docteur revient chez lui, cloue des planches contre sa fenêtre et, dans une obscurité totale, décrit la pluie de l'automne, reprenant des mots prononcés en voix off au début du film.

## Fiche technique
- Titre français : Le Tango de Satan
- Titre hongrois : Sátántangó
- Réalisation : Béla Tarr, Ágnes Hranitzky
- Scénario : László Krasznahorkai, B. Tarr
- Photographie : Gabor Medvigy
- Musique : Mihály Víg
- Costumes : János Breckl, Gyula Pauer
- Production : Mafilm Objektiv Studio / Vega Film Productions / Von Vietinghoff Filmproduktion
- Durée : 450 minutes (ou 419 minutes en DVD[1])
- Pays d'origine :  Hongrie/ Suisse/ Allemagne
- Année de réalisation : 1994
- Sortie en salles en France :
- Genre : Film dramatique

## Distribution
- Mihály Víg : Irimiás
- Putyi Horváth : Petrina
- László Lugossy : Schmidt
- Éva Almássy Albert : Mrs. Schmidt
- János Derzsi : Kráner
- Irén Szajki : Mrs. Kráner
- Alfréd Járai : Halics
- Miklós Székely B. : Futaki
- Erzsébet Gaál : Mrs. Halics
- Erika Bók (en) : Estike

## Récompenses et nominations
- 1994 : Prix Caligari à la Berlinale
- 1994 : Prix Œcuménique à la Berlinale
- 1994 : Prix de l'Âge d'or

## Production
L'idée de faire un film à partir du roman Satantango de László Krasznahorkai naît en 1985, lorsque Béla Tarr « tombe amoureux » de ce livre. Il contacte l'auteur et ils deviennent amis. Mais après Almanach d'automne, plus personne ne souhaite investir dans un film de Béla Tarr. Le film est achevé finalement 9 ans plus tard. Le Tango de Satan nécessite plus de deux ans de tournage et presque autant de montage.

## Analyse
Le film est divisé en douze sections que clôture une voix off. Il se compose principalement de plans-séquences, dont certains durent plus de 10 minutes. Selon Béla Tarr, le film comporte à peu près 150 plans, soit une moyenne d'environ 3 minutes par plan.
Il est tourné en noir et blanc, ce qui l'éloigne du naturalisme, et place d'emblée le spectateur sur le plan de la création et d'une expérience artistique.

## Autre
Des plans du film sont utilisés pour illustrer un clip du Salve Regina d'Arvo Pärt disponible sur internet.